# Smiley
För andra betydelser, se Smiley (olika betydelser).
| Smiley |
| --- |
| Olika varianter av smileys. Översta raden är kombinationer av skrifttecken, övriga bildbaserade (emojier) - Betydelse – humörsymbol i text - Bakgrund – 1600-talet; 1980-talet (1982) - Varianter – teckenbaserad eller piktogram (emoji) - Olika namn – smajlis, emotikon, humörsymbol, uttryckssymbol, smilis |

Smiley, smajlis, emotikon eller humörsymbol (ibland även uttryckssymbol och smilies) är en grafisk symbol som uttrycker en känsla. Den består antingen av en kombination av skrifttecken eller av en enklare bild (kallas i digital version emoji). Ofta används sådana symboler för att uppmärksamma mottagaren av ett meddelande om avsändarens känslor, och kan då helt ändra meningen av en skriven text. På webbforum och chatnätverk ersätts dessa symboler ibland med små motsvarande bilder. Exempel på brett kända uttryckssymboler är den glada "smileyn" :) och det ledsna ansiktet :(. 
Smiley – gul gubbe som skildrar olika känslor, skapad av en grafiker 1963.
Emotikon – en kombination av ASCII-tecken som kommatecken, parentes, bindestreck och kolon som tillsammans representerar ett ansikte, skapad 1982.
Kaomoji – en variant av emotikon som används främst i Japan, skapad runt 1986.
Emoji – en liten bild som används i digitala sammanhang för att komplettera skriven text, lanserad 1999 och standardiserad 2005.
Smileyn har använts i flera subkulturer; av hippies på 1970-talet, Acid House-scenen i Storbritannien på 1980-talet och av grungemusiker på 1990-talet.
De emotikons som används på internet kan spåras tillbaka till ett förslag av Scott Fahlman i ett meddelande daterat den 19 september 1982. Smileys eller emotikons kan beskrivas som en illustrativ representation av ansiktsuttryck med hjälp av en kombination av enkla ASCII-tecken, till exempel kommatecken, kolon, bindestreck och parenteser. År 1998 etablerades ett system med bildbaserade humörsymboler för japanska smartmobiler. Dessa datorikoner, emojier, standardiserades i Japan runt 2005 och har sedan 2010 spridits internationellt, som del av olika textbaserade kommunikationssystem. Numera (februari 2019) finns det tekniskt stöd för över 3 019 olika emojier, och uppsättningarna inkluderar både rena humörsymboler (främst ansikten) och en mängd andra typer av piktogram.

## Historia

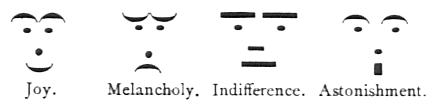
Smileys publicerade den 30 mars 1881 i den amerikanska tidningen Puck.

### Fram till första världskriget
Italienska arkeologer har funnit krukor i Turkiet från år 1700 f.Kr. där en av dem har vad som tycks vara en stor målad smileyfigur. Uttryckssymbolen i skriven text kan även dateras till 1653 när den ritades av en slovakisk notarie för att markera sin tillfredsställelse med stadens ekonomiska situation. Symbolen blev allt vanligare i takt med att humoristiskt skrivande blev vanligt.
I april 1857 fanns ett användande av morsekod för att uttrycka känslor dokumenterat i National Telegraphic Review and Operators Guide. Numret 73 ska här ha lagts fram med betydelsen "love and kisses" (svenska: kärlek och kyssar), senare reducerat till det mer formella "best regards" (svenska: bästa hälsningar). Dodge's Manual dokumenterade år 1908 återinförandet av "love and kisses" som nummer 88. Gajadhar och Green kommenterade att båda morse-förkortningarna är mer kortfattade än moderna förkortningar såsom "LOL".
En transkription från ett tal av Abraham Lincoln år 1862 ser ut att innehålla en "blinkande" smiley, men det är oklart om det är en korrekt tolkning eller om det rör sig om ett tryckfel eller en grammatisk konstruktion.
Typografiska smileys publicerades 1881 i USA av den satiriska tidningen Puck. År 1912 föreslog Ambrose Bierce "an improvement in punctuation — the snigger point, or note of cachinnation: it is written thus \___/! and presents a smiling mouth. It is to be appended, with the full stop, [or exclamation mark as Bierce's later example used] to every jocular or ironical sentence".

### Före datorn
Smileys hade redan börjat användas av science fiction-fans på 1940-talet, även om det verkar ha funnits ett glapp i kulturell kontinuitet mellan grupperna.
En tidig förekomst där man använde text för att representera snedställda leenden (och ledsna uttryck) var i en reklam för MGM-filmen Lili i tidningen New York Herald Tribune den 10 mars 1953, på sidan 20, kolumn 4-6. I Ingmar Bergmans film Hamnstad från 1948 ritar rollfiguren Berit en ledsen smiley på sin spegel med hjälp av sitt läppstift.
År 1962 tog sig smileyn på riktigt in i populärkulturen när radiostationen WMCA i New York lanserade en reklamkampanj då de delade ut en tröja med texten “WMCA good guys” och en stor glad figur ovanpå. Följande år 1963 skapades the smiley face, en gul knapp med två svarta prickar som ögon och en uppåtvänd kurva som mun, av frilansaren Harvey Ball som fick $45 för ett jobb som tog tio minuter. Symbolen användes av försäkringsbolaget The State Mutual Life Assurance Company som en del i en kampanj för att få upp arbetsmoralen. The smiley face användes på affischer, knappar och skyltar, och blev snart en stor hit för företaget.
I en intervju i New York Times i april 1969 frågade Alden Whitman författaren Vladimir Nabokov: "How do you rank yourself among writers (living) and of the immediate past?" Nabokov svarade då: "I often think there should exist a special typographical sign for a smile — some sort of concave mark, a supine round bracket, which I would now like to trace in reply to your question." 
Varken Harvey Ball eller försäkringsbolaget sökte patent för symbolen så när bröderna Bernard och Murray Spain upptäckte smiley-knappen i början av 1970-talet kopierade de figuren men lade till texten “Have a Happy Day” under. Bröderna Spains version gavs copyright och redan efter första året hade de tryckt upp mer än 50 miljoner knappar. Smileyn kom sedan att blir en ikonisk symbol för flower power-rörelsen under Vietnamkriget.
I Frankrike var den franske journalisten Franklin Loufrani den första att registrera figuren för kommersiell användning när han 1971 började markera glada nyheter i tidningen France Soir med en smiley. Han fick år 1988 varumärkesskydd för ordet “Smiley” i stora delar av världen och hans son Nicolas har sedan tjänat miljoner per år på licensiering av figuren genom företaget The Smiley Company.

### Sent 1900-tal
I elektroniskt kodad text används ofta glyfer som är avsedda för något helt annat som uttryckssymboler, till exempel :-), :D och =) som visar att det man skriver skall uppfattas skämtsamt, man är glad eller avser att vara trevlig. Eller :-( och =( som uttrycker motsatsen. Dessa symboler kallas smileys eller emotikons, en sammansättning av det engelska orden "emotion icon". För att tydligt kunna se figurerna är det nödvändigt att luta huvudet med vänster öra mot vänster axel, då syns ögon och mun i olika varianter visande emotionen ifråga.
En tidig form av digitala emotikoner dök upp först 1972 när datorsystemet PLATO IV släpptes. Genom att skriva tecken ovanpå varandra kunde användare skapa små grafiska figurer.
Det äldsta belägget för användandet av den klassiska digitala smiley är från 1982, då Scott Fahlman vid Carnegie Mellon University i Pittsburgh föreslog symbolen :-) på ett internetforum, som ett enkelt tecken för att markera att det man skriver vid elektronisk kommunikation skall uppfattas som ett skämt. Det är ju annars svårt att se nyanser i språket vid skriftlig kommunikation, på det sätt som kan höras när man pratar med någon.  Inom några månader efter Fahlmans inlägg så spreds sedan nya varianter av emotikoner över ARPANET och Usenet, föregångarna till Internet. Fahlman har själv framhållit att han inte är säker på att han var först med idén, även om han aldrig har hört av någon som har hävdat sig ha hittat på saken innan han gjorde det.
I webbforum är det vanligt att programvaran översätter dessa kombinationer av tecken automatiskt genom vad som ibland kallas textfilter, och att de ersätts vid lagring eller utskrift med rena grafiska symboler. Teckenkombinationen :-) ersätts med  och =( ersätts med . Dessa symboler kallas ibland för emotikoner (känslosymboler).
Franklin Loufrani och Nicolas Loufrani grundade 1996 The Smiley Company. Året efter utvecklade Nicolas hundratals olika smileys i tecknade versioner som patenterades i USA. I juli 1997 kom de första Smiley-ikonerna upp på internet som GIF-filer. År 2001 samlade företaget nästan 1000 tecknade smileys på webbplatsen Smiley Dictionary. Antalet kom senare att växa till över 3000. År 2002 skrev företaget kontrakt med mobiloperatörer som Nokia, Motorola och Samsung om att låta dem använda sig av smileys på deras mobiltelefoner.
Symbolerna i dess grundläggande former som :-) och :-( har utformats med tanke på den begränsade mängd tecken som traditionellt funnit pålitligt tillgängliga i datorer, den mängd som kallas ASCII (95 st skrivbara tecken, varav 52 bokstäver, 10 siffror och 33 övriga). Traditionellt har ett minst 90-tal tecken ytterligare funnits, så som åäö «×º» , men det har varierat mellan datorer och språk så sådana tecken har inte brukat användas i smileys. De har oftast inte funnits direkt på tangentbordet heller. I Unicode finns ett fåtal färdiga smileys, som ☹(kod U+2639) och ☺(kod U+263A) men inte många, och de stöds ofta inte av datorerna.
På grund av det flitiga utnyttjandet av kolon och parentestecken ligger ofta en skriftteckenbaserad smiley på "sidan".
Ett svenskt, numera ovanligt, alternativ till smileys är parenteser av typen ironiparenteser.

### Kaomoji – japansk emotikon
I västerländska länder skrivs emotikoner vanligtvis sidledes och läses från vänster till höger. I Japan ökade populariteten istället för så kallade kamojis (顔文字; lit. 顔(kao)=ansikte, 文字(moji)=tecken), en annan version av emotikon. Kamojin började spridas runt 1986 och till skillnad från de västerländska emotikonerna skrivs de inte sidledes. Ett exempel på en leende kamoji är ^_^ .

### Emojier
Under sent 1990-tal lanserades emoji (plural: emojier) för smartmobiler från japanska NTT Docomo. De föregicks av en personsökartjänst där ett hjärta ingick i teckenuppsättningen och inspirerades till sin utformning och urval av symboler i japanska tecknade serier.
Dessa humörfigurer utgörs inte av en kombination av enkla ASCII-tecken utan av enkla piktogram (datorikoner) som genereras via tangentbordstillägg eller alternativa teckenuppsättningar. I Japan etablerades en standardiserad teckenuppsättning runt 2005, och sedan 2010 finns emojier integrerade i Unicode. De spreds internationellt via IOS från 2011 och utnyttjas flitigt av kommunikationssystem och sociala medier som Twitter, Facebook och Googles olika plattformar. Emoji-tekniken stöds av operativsystem för datorer från och med Mac OS X Lion (2011) och Windows 8 (2012).
Emojier finns i många fler olika varianter än textbaserade smileys och är inte begränsade till ansikten. Bilderna kan dock se något olika ut beroende på leverantör och teckenuppsättning (jämför typsnitt). I den första versionen av Unicode-emojier fanns 78 (+78) olika varianter, medan den i version 10.0.0 förekommer i 1 144 (+56) olika varianter.

## Exempel
Nedan listas ett antal vanliga smileys av både textbaserad typ och nyare ideogram-stil (se även emoji).

### Textbaserade
Textbaserade smileys är nedan uppdelade i "liggande ansikten" (standardstil) och "upprätta ansikten" (asiatisk stil):
Standardtypen
```
:-) :) =) =] :] :> C:
Den glada / skämtar

:-(  :(  =(  :< :[   
Den sura / ledsna

;-)  ;)  ^.~         
Den flirtiga / blinkar

  =D   :D            
Den jätteglada

  (:  <: [:          
Glada vänsterhänta

  D:   Dx            
Den besvikna / medlidsamma/
    
  XD XP            
Den skämtsamma / skrattar mycket 

  >:] >:D >:3        
Den skadeglada / mordiska

  =|   :|            
Den likgiltiga / sammanbitna

  =/   :/   "/       
Den missnöjda / fundersamma

  =C   :C            
Den mycket besvikna / ledsna

  =@   :@            
Den jättearga

  =(=  :(:           
Den schizofrena

  =S   :S            
Den förvirrade / osäkra

  =§   :§            
Den förvirrade / osäkra / rådvilla

  =O   :O O:       
Den jätteförvånade / chockade

  8|   8(            
Den storögt stirrande

  8)   8D c8 B) BD       
Den glada med solglasögon

  =3   :3   ^w^      
Den finurlige / Medlidsam smiley

  =I   :I I:      
Den belåtna / Mätt

  =9   :9            
Den som försöker koncentrera sig / Slickar sig runt munnen

  =P   :P            
Med typsnitt med serifer: Den (vänligt) retsamma / oseriös / räcker ut tungan"

  =P   :P            
Utan serifer: Den (illvilligt) retsamma / räcker ut tungan / avsmak / "blä / läskiga"

  =6   :6            
Den retsamma / oseriös / skadeglad

  ;*  :*             
Den som kysser / pussar

  =x  :x             
Kräks / Avsky

  ^^  ^_^  ^.^  ^o^  
Glad,uppmuntrande

  >.<  >_<           
Den som råkat ut för en pinsam situation / håller starkt på"

  \m/  \,,/ \x/      
Hårdrockshornen

  x(                 
Död

  (//.O)   //_-)     
Emo

  <.<  >.>           
Kollar bort

  <3                 
Hjärta

  X'D  :'o   :')     
Se de ovanstående, men med (glädje)tårar/tår

   :`( ;(             
Gråter

  c",                
Ett glatt ansikte liknande ett från till exempel 
Knasen
-serierna.

  >:< >=<            
Den arga/förbannade/upprörda

  -.-"               
Den generade/frustrerade/tycker att den andre beter sig idiotiskt (jämför 
Facepalm
)

  =:-(               
Den sure punkaren / Den sjuke stockholmaren

  ;*                  
 flörtig puss

   :*                  
Puss

  O_O                "uppspärrade ögon, herregud/omg, fokuserad"  
  
;
p              
 ironisk

  =))))))))          
Dubbelhakor

  :*                 "Pussmun"            
  :-'                
"Jupp" på norrländskt vis, genom att suga in luft i munnen
      
   :-€  (V)(;,,;)(V)  "Doctor Zoidberg"   
  :>                 "Fågel"
  (*O*)zZZ...        "Väck mig INTE"
  o7 O7 07           "
Honnör
/
Salut
"
  ;-;                "svaga/slappa armar, mindre förvirring, neutral reaktion, väntar, mindre ledsen, spöke/mindre figur"
  ¯\_(ツ)_/¯         "axelryckning/shrug, vem vet/jag vet inte, det är vad det är"
```

Notera dock att dessa symboler ofta får olika betydelser beroende på var man är. Exempelvis betyder ;) oftast "skämtsam", men kan även betyda "flörtig".
Asiatisk stil
```
  (^_^)    ^_^      
Leende

  (^.^)    ^.^      
Sött leende

  (~_')   (^_')     
Flirt

  ('_')    '_'      
Neutral

   ^^<              
Glad Anka (Ahiru)

  =^.^=             
Glad Katt (Neko)

  (^o^)             
Glad

  (;_;)    T_T      
Gråter

   ^_^;    ^^'      
Generad, bortgjord (motsvarar en stor svettdroppe vid huvudet i 
mangaserier
)
 
   ^w^              
Glad katt / hamster-face/ansikte

   *w*              
Som ovan fast med drömmande ögon/glittrande ögon

  (@_@)             
Förvånad / Förvirrad

  (>_<)    >.<      
Medlidsam, har ont, "din dumma jävel"

  [-_-]zzz          
Sover eller är trött
 (Utan zzz blir= "Lågt intresse, suckande"
  (*_*)             
"stjärnögon", drömmare,

   ^^               
Glad / Nöjd / Busig (kort variant)

  (O.o)    o.O      
Förvånad, förvirrad
 
  (-_-*)   -_-'     
Suckar, är trött på något/någon/uttråkad

   >.>     <.<      
Tittar åt ett annat håll
/himlar med ögonen
  m(_ _)m           
Bugar djupt

  (""\(o.o)/"")     
Håller två pistoler/ förvånad elefant

  (>3<)             
Pussmun

  :3             
Gullig katt, mjau
```

### Ideogram (ikoner)
- Den glada
- Den nöjda
- Den likgiltiga
- Den osäkra / Den besvikna"
- Den sura / Den ledsna
- Den häpna
- Den skämtsamma / Den flörtiga